# Anna Fraser
Anna Fraser. po mężu Sproule (ur. 25 lipca 1963 w Vancouver) – kanadyjska narciarka, specjalistka narciarstwa dowolnego, srebrna medalistka mistrzostw świata w Tignes w kombinacji.
Zajęła także 4. miejsce w skokach akrobatycznych na igrzyskach olimpijskich w Calgary, jednak była to wtedy tylko konkurencja pokazowa. Najlepsze wyniki w Pucharze Świata osiągnęła w sezonie 1985/1986, kiedy to zajęła 2. miejsce w klasyfikacji generalnej, w klasyfikacji kombinacji była trzecia, a w klasyfikacji skoków akrobatycznych wywalczyła małą kryształową kulę. W sezonie 1986/1987 była druga w klasyfikacji generalnej oraz klasyfikacji kombinacji, a w sezonie 1984/1985 w obu tych klasyfikacjach była trzecia.

## Osiągnięcia

### Mistrzostwa świata
| Miejsce | Dzień    | Rok  | Miejscowość | Konkurencja        | Zwyciężczyni   |
| ------- | -------- | ---- | ----------- | ------------------ | -------------- |
| 22.     | 2 lutego | 1986 | Tignes      | Jazda po muldach   | Mary-Jo Tiampo |
| 4.      | 4 lutego | 1986 | Tignes      | Skoki akrobatyczne | Maria Quintana |
| 6.      | 6 lutego | 1986 | Tignes      | Balet narciarski   | Jan Bucher     |
| 2.      | 6 lutego | 1986 | Tignes      | Kombinacja         | Conny Kissling |

### Puchar Świata

#### Miejsca w klasyfikacji generalnej
- sezon 1983/1984: 5.
- sezon 1984/1985: 3.
- sezon 1985/1986: 2.
- sezon 1986/1987: 2.
- sezon 1987/1988: 19.

#### Miejsca na podium
1. Breckenridge – 21 stycznia 1984 (Skoki akrobatyczne) – 3. miejsce
2. Tignes – 13 grudnia 1984 (Kombinacja) – 3. miejsce
3. Mont Gabriel – 13 stycznia 1985 (Kombinacja) – 3. miejsce
4. Breckenridge – 27 stycznia 1985 (Kombinacja) – 3. miejsce
5. Kranjska Gora – 21 lutego 1985 (Skoki akrobatyczne) – 3. miejsce
6. Pila – 12 marca 1985 (Kombinacja) – 3. miejsce
7. La Clusaz – 18 marca 1985 (Skoki akrobatyczne) – 3. miejsce
8. La Clusaz – 18 marca 1985 (Kombinacja) – 2. miejsce
9. Sälen – 24 marca 1985 (Kombinacja) – 3. miejsce
10. Tignes – 13 grudnia 1985 (Skoki akrobatyczne) – 3. miejsce
11. Mont Gabriel – 12 stycznia 1986 (Kombinacja) – 3. miejsce
12. Lake Placid – 18 stycznia 1986 (Skoki akrobatyczne) – 1. miejsce
13. Lake Placid – 19 stycznia 1986 (Skoki akrobatyczne) – 3. miejsce
14. Breckenridge – 23 stycznia 1986 (Kombinacja) – 2. miejsce
15. Breckenridge – 25 stycznia 1986 (Kombinacja) – 2. miejsce
16. Mariazell – 15 lutego 1986 (Skoki akrobatyczne) – 1. miejsce
17. Mariazell – 16 lutego 1986 (Skoki akrobatyczne) – 1. miejsce
18. Oberjoch – 2 marca 1986 (Kombinacja) – 3. miejsce
19. Voss – 9 marca 1986 (Skoki akrobatyczne) – 1. miejsce
20. Voss – 9 marca 1986 (Kombinacja) – 2. miejsce
21. Tignes – 12 grudnia 1986 (Kombinacja) – 3. miejsce
22. Breckenridge – 22 stycznia 1987 (Kombinacja) – 2. miejsce
23. Breckenridge – 24 stycznia 1987 (Kombinacja) – 2. miejsce
24. Breckenridge – 24 stycznia 1987 (Skoki akrobatyczne) – 2. miejsce
25. Calgary – 1 lutego 1987 (Kombinacja) – 2. miejsce
26. Calgary – 1 lutego 1987 (Skoki akrobatyczne) – 1. miejsce
27. Oberjoch – 8 marca 1987 (Kombinacja) – 2. miejsce
28. La Clusaz – 27 marca 1987 (Kombinacja) – 3. miejsce
29. Mont Gabriel – 10 stycznia 1988 (Skoki akrobatyczne) – 2. miejsce
30. Lake Placid – 17 stycznia 1988 (Skoki akrobatyczne) – 2. miejsce

- W sumie 5 zwycięstw, 11 drugich i 14 trzecich miejsc.